# 庄里龙天庙
庄里龙天庙，位于山西省阳泉市盂县下社乡庄里村，已列为山西省文物保护单位。

## 保护
2021年8月4日，庄里龙天庙由山西省人民政府公布为第六批山西省文物保护单位，编号6-66。